# Имбабура (вулкан)
Имбабура (исп. Imbabura, кечуа Impapura) — вулкан в северном Эквадоре, провинция Имбабура. Высота вершины 4609 метров над уровнем моря.

## Физико-географические характеристики
Вулкан Имбабура расположен в 5 километрах к северу от озера Сан-Пабло, в 60 километрах на северо-восток от столицы Эквадора Кито, рядом с городами Отавало, Ибарро, Сан Антонио де Ибарро, Атунтаки, Котакачи. В радиусе 30 километров от вулкана проживает более 400000 человек. Вулкан находится в окружении нескольких других крупных вулканов Эквадора: Каямбе, Моханда, Котакачи, Куйкока.
Основная вершина вулкана, Тайта Имбабура (исп. Tiata Imbabura, Имбабура-Отец) высотой 4609 метров над уровнем моря, вместе с Хуарми Имбабура (исп. Huarmi Imbabura, Сын Имбабура), 3927 метров, формирует лавовый купол на юго-западной стороне вулкана.

## Извержения вулкана
Предположительно, первый вулкан сформировался в период позднего плейстоцена. Извержение, которое закончилось около 43000 лет назад, сформировало большой андезитовый стратовулкан и завершилось каменной лавиной, которая покрыла территорию до 16 километров на север. Рост вулкана продолжился в голоцене и обычно представлял из себя формирование больших дацитовых куполов. Около 25000 лет назад произошло основное извержение, которое также породило лавину. В результате извержения появился лавовый купол Тайта Имбабура. Последнее извержение произошло около 5550 лет до н. э. Тем не менее, вулкан считается потенциально активным, и за ним ведётся наблюдение.
В 2003—2005 годах было зарегистрировано увеличение сейсмической активности в районе вулкана Имбабура, которое также наблюдалось в районе вулкана Каямбе. Максимальная магнитуда колебаний составила 5,3, термальных аномалий обнаружено не было.

## Комментарии
1. ↑  По высоте за основу взяты данные Smithsonian Institution — Global Volcanism Program; другие источники дают разброс высоты от 4609 метров до 4634 метров.